# Fußball-Bezirksliga Halle
Die DDR-Bezirksliga Halle war eine der Fußball-Bezirksligen im Zuständigkeitsbereichs des Deutschen Fußball-Verbands (DFV).
1952 wurden in der DDR eine Kreisreform durchgesetzt und, unter anderem, der Bezirk Halle gegründet. Zur Folge hatte dies, dass die bisherige Landesklasse Sachsen-Anhalt abgeschafft, sich der Fußball unter dem Bezirksfachausschuss (BFA) des Bezirks Halle neu organisierte und die Bezirksliga Halle etabliert wurde. Die nun neu eingeführte Fußball-Bezirksliga startete eingleisig, wurde im Rundenturnier ausgetragen und war über viele Jahre drittklassig. Lediglich zwischen 1955 und 1962/63 bildete die Bezirksliga Halle unter der II. DDR-Liga die vierte Spielklasse. Bei der vierten Austragung dieser Spielklasse im Jahr 1955 handelte es sich um eine Übergangsrunde, da die Meisterschaft ab 1956 nach sowjetischem Vorbild an das Kalenderjahr angeglichen und deswegen die Zeit zwischen dem Saisonende 1954/55 im Sommer 1955 und dem Beginn der Saison 1956 im Frühjahr überbrückt werden sollte. Jene Übergangsrunde wurde in zwei Staffeln ausgespielt, ein Meister wurde nicht ermittelt ebenso keine Absteiger. Auch in der Spielzeiten 1963/64 bis 1965/66 teilte sich die Bezirksliga Halle ebenfalls in zwei Staffeln auf, war somit zweigleisig.

## Bezirksligameister
| Saison  | Meister                            | Staffelsieger bei Zweigleisigkeit                                                  |
| ------- | ---------------------------------- | ---------------------------------------------------------------------------------- |
| 1952/53 | SG Dynamo Eisleben                 |                                                                                    |
| 1953/54 | BSG Chemie Greppin                 |                                                                                    |
| 1954/55 | BSG Chemie Leuna                   |                                                                                    |
| 1955    | Sieger der Übergangsrunde:         | Abteilung A: BSG Aktivist Geiseltal Mücheln Abteilung B: BSG Motor Polysius Dessau |
| 1956    | BSG Aktivist Geiseltal Mücheln     |                                                                                    |
| 1957    | BSG Chemie Bitterfeld              |                                                                                    |
| 1958    | BSG Stahl Eisleben                 |                                                                                    |
| 1959    | BSG Motor Aschersleben             |                                                                                    |
| 1960    | BSG Motor Ammendorf                |                                                                                    |
| 1961/62 | BSG Motor Köthen                   |                                                                                    |
| 1962/63 | HSG Wissenschaft Halle             |                                                                                    |
| 1963/64 | BSG Chemie Buna Schkopau           | Staffel 1: BSG Motor Köthen Staffel 2: BSG Chemie Buna Schkopau                    |
| 1964/65 | BSG Chemie Buna Schkopau           | Staffel 1: BSG Aktivist Gräfenhainichen Staffel 2: BSG Chemie Buna Schkopau        |
| 1965/66 | BSG Motor Ammendorf                | Staffel 1: BSG Chemie Wolfen Staffel 2: BSG Motor Ammendorf                        |
| 1966/67 | BSG Fortschritt Weißenfels         |                                                                                    |
| 1967/68 | BSG Chemie Wolfen                  |                                                                                    |
| 1968/69 | Hallescher FC Chemie II            |                                                                                    |
| 1969/70 | BSG Chemie Buna Schkopau           |                                                                                    |
| 1970/71 | BSG Chemie Buna Schkopau           |                                                                                    |
| 1971/72 | BSG Chemie Wolfen                  |                                                                                    |
| 1972/73 | BSG Chemie Buna Schkopau           |                                                                                    |
| 1973/74 | SG Dynamo Eisleben                 |                                                                                    |
| 1974/75 | Hallescher FC Chemie II            |                                                                                    |
| 1975/76 | BSG Stahl Thale                    |                                                                                    |
| 1976/77 | BSG Chemie Wolfen                  |                                                                                    |
| 1977/78 | BSG Fortschritt Weißenfels         |                                                                                    |
| 1978/79 | BSG Stahl Thale                    |                                                                                    |
| 1979/80 | BSG Mansfeld-Kombinat Sangerhausen |                                                                                    |
| 1980/81 | BSG Empor Halle                    |                                                                                    |
| 1981/82 | BSG Chemie Wolfen                  |                                                                                    |
| 1982/83 | BSG Fortschritt Weißenfels         |                                                                                    |
| 1983/84 | BSG Mansfeld-Kombinat Sangerhausen |                                                                                    |
| 1984/85 | BSG Stahl Walzwerk Hettstedt       |                                                                                    |
| 1985/86 | BSG Stahl Thale                    |                                                                                    |
| 1986/87 | BSG Stahl Thale                    |                                                                                    |
| 1987/88 | SG Dynamo Eisleben                 |                                                                                    |
| 1988/89 | BSG Chemie Wolfen                  |                                                                                    |
| 1989/90 | BSG Chemie Wolfen                  |                                                                                    |
| 1990/91 | BSG Aktivist Gräfenhainichen       |                                                                                    |